# Felhőalapú számítástechnika

A Felhő alapú számítási modell

A felhőalapú számítástechnika (angolul „cloud computing”) a számítástechnika egyik ágazata. Többféle felhőalapú szolgáltatást különböztethetünk meg, a közös bennük az, hogy a szolgáltatásokat nem egy meghatározott hardvereszközön üzemeltetik, hanem a szolgáltató eszközein elosztva, annak üzemeltetési részleteit a felhasználótól elrejtve. A szolgáltatásokat a felhasználók hálózaton keresztül érhetik el, publikus felhő esetében az interneten keresztül, privát felhő esetében a helyi hálózaton vagy ugyancsak az interneten.
A felhőalapú számítástechnika a 2010-es évek egyik fő irányának számít a számítástechnikában.

## Típusai

A felhőalapú számítástechnika szolgáltatási modelljei

A felhőalapú szolgáltatások három fő csoportja:
- Szoftverszolgáltatás (Software as a Service)

A szoftvert magát nyújtja szolgáltatásként. Ezeket az alkalmazásokat általában http protokollon keresztül, egy böngészővel lehet használni. Példa: Google Docs, netsuite.
- Platformszolgáltatás (Platform as a Service)

Az alkalmazás üzemeltetéséhez szükséges környezetet biztosítja, terheléselosztással és feladatátvétellel, kezelőfelülettel, ezek rendszeres biztonsági frissítésével. Példa: Google App Engine, OpenShift.
- Infrastruktúra-szolgáltatás (Infrastructure as a Service)

Virtuális hardvert (szervert, blokk-tárhelyet, hálózati kapcsolatot, számítási kapacitást) szolgáltat. Példa: Amazon EC2, Google Compute Engine
Hozzáférhetőség alapján:
- Publikus felhő

Publikus felhő esetén egy szolgáltató a saját eszközállományával (tárhely, hálózat, számítási kapacitás) szolgálja ki ügyfelei szerverigényeit. Publikus felhők esetén különösen fontos a különböző ügyfelek izolálása.
- Privát felhő

Saját vagy bérelt erőforrásokon lehet saját felhőt is építeni. Ez megoldást jelent a publikus felhők problémáira, viszont az üzemeltetésről a privát felhő tulajdonosának kell gondoskodnia. Példák privátfelhő-szoftverekre: VMware vSphere, oVirt, CloudStack, OpenNebula
- Hibrid felhő

Privát és publikus felhők kombinációja. A hibrid felhő egyesíti a lokális (on-premise) adatközpont, a privát felhő és a publikus felhő elemeit oly módon, hogy ezek a különböző komponensek kommunikálhassanak egymással. A párhuzamosan működtetett a privát felhő és publikus felhő még nem jelent automatikusan hibrid felhőt. Csak abban az esetben beszélhetünk hibrid felhőről, ha az adatok következetes, szinkronizált módon áramolhatnak a különböző felhőmodellek között.
- Közösségi felhő

Hasonló törvényi szabályozás alá eső szervezetek hozzák létre, például amerikai költségvetési intézményeknek van ilyen.
Egyéb kategóriák
- Tárhelyszolgáltatás (Storage as a Service)

A tárhelyet adja mint szolgáltatást. Például: Amazon S3, ICloud.
Ide sorolhatjuk a biztonsági mentéseket és szinkronizációs szolgáltatásokat is.

## A felhőmegoldások előnyei

### Helyfüggetlen
Egy felhőalapú megoldás (főleg publikus felhő) szolgáltatás esetében a szolgáltatás bárhonnan könnyen elérhető lehet. A szolgáltatás maga is lehet független egy adott szerverközponttól - például az Amazon EC2 több adatközpontból kiszolgált szolgáltatásai.

### Méretezhető
A „cloud computing” alkalmazásával megszűnhet az az aggodalmunk, hogy mi történik, ha megnövekszik a vállalkozás forgalma, a piaci körülmények mennyire befolyásolják a tevékenységünket, ugyanis a felhő szolgáltatásai méretezhetőek. Ennek alapján az induló cégeknek valamint a kis- és középvállalkozásoknak a hosztolt nyilvános felhő, míg a nagyvállalatok esetében a privát felhő bevezetése a leghatékonyabb.

### Nagy rendelkezésre állás
A felhőalapú szolgáltatások mögött meghúzódó cégek folyamatos fejlesztése és komoly beruházásai, hatalmas adatbankjai a garancia arra, hogy a szolgáltatások megfelelő minőségben álljanak rendelkezésre.

### Költségkímélő
- A hardvereszközök megvásárlásának költségét a szolgáltatás használatának díja váltja fel - ez például lehet a bérelt számítási kapacitás, hálózati forgalom, vagy felhasználók száma alapján kiszámolt összeg.
- A működtetési feladatok nem a felhasználókat terhelik.
- Az alkalmazások frissítésének járulékos költségei is megtakaríthatók.

## A felhőélmény (cloud-effect)
A felhőélmény alatt értjük a folyamatos online, a „bárhol, bármikor és bárkivel” való kapcsolatteremtés élményét, amelyet a felhasználók tapasztalnak a felhő alkalmazásokon keresztül. Ilyen alkalmazások például a Dropbox, az iCloud és a GoogleDrive. A felhasználó ottléte a felhőbe merítkezve történik, ezáltal feltétellé válik a folytonos online lét, a felhőélmény.
Ösztönzőleg hat: 
- a tudásmegosztásra (Példa: Wikipedia)
- a nyitottságra (Példa: Dropbox)
- a közös munkára (Példa: GitHub)
- a közösségben való létezésre (Példa: Facebook)
- az egészségügyre (Példa: EESZT)

Így a felhőélmény hatására az emberek közötti kommunikáció új közösséget eredményez, amelyre a radikális bővülés, az aktív felhasználói élmény és az állandó változás jellemző. Új tartalmak jelennek meg, mint például a kommentek. Ez az új közvetítő közeg, a felhő nagyon gyors, vizuális alapú, a közösség maga alkotja és építi, ezáltal folyamatosan formálódik, változik.

## Gyakran felmerülő kérdések
- Nem minden vállalat számára előnyös:

A felhőalapú számítástechnika bármilyen kis- és nagyvállalat számára előnyös lehet, de ehhez megfelelő szolgáltatási típust kell kiválasztani és meg kell határozni, hogy az informatikai környezet melyik részét telepítik a felhőbe. Előnyös elsősorban azokat az alkalmazásokat telepíteni át, amelyek egyébként is külső alkalmazásokhoz és szolgáltatásokhoz kapcsolódnak.
- Nem biztonságos:

Egyes feltételeknek, mint az amerikai PCI biztonsági szabvány, amely a bankkártya adatok kezelését köti meg, nehéz megfelelő környezetet találni a felhő szolgáltatók között, ezeket nem minden szolgáltató biztosítja.
- A felhőben tárolt adatok feletti ellenőrzés elveszítése:

A megoldás erre, hogy a szolgáltatásra egy megfelelő referenciákkal rendelkező céget kell keresni, aki biztosítja, hogy az adatok biztonságban lesznek és a vállalat által előírt igényeknek megfelelnek, akár egy pénzügyi vagy jogi profilt képviselő vállalat esetében is.
- Ár:

Felhő alapú szolgáltatások esetében nincs szükség dedikált hardver vásárlására, ami jelentősebb megtakarítás a legtöbb esetben. Gyorsan változtatható az allokált erőforrások mérete is, ami további előny. Hátránya viszont, hogy a felhőben könnyen allokálható erőforrások könnyen elfedhetik a felhőben futtatott, esetlegesen rosszul megírt szoftverek kódjainak erőforrásokat pazarló hiányosságait. Ennek kivédésére jött létre a FinOps módszertan, amely a cloud költségszempontú menedzselése.

## Fordítás
- Ez a szócikk részben vagy egészben  a   Cloud computing című angol Wikipédia-szócikk ezen változatának fordításán alapul.  Az eredeti cikk szerkesztőit annak laptörténete sorolja fel. Ez a jelzés csupán a megfogalmazás eredetét és a szerzői jogokat jelzi, nem szolgál a cikkben szereplő információk forrásmegjelöléseként.

## Külső hivatkozások
- Számítási felhő.lap.hu - linkgyűjtemény